# Anopheles gambiae
Anopheles gambiae (Giles, 1902) è una zanzara della famiglia Culicidae, che può provocare la malaria.